# Good Timin'
«Good Timin'» es una canción escrita por Brian Wilson y Carl Wilson para la banda de rock estadounidense The Beach Boys. Se editó en sencillo con "Love Surrounds Me" como lado B. Se incluyó en el álbum L.A. (Light Album) de 1979.

## Grabación
La grabación se inició durante las sesiones esporádicas del grupo en Brother Studios y Caribou Ranch a mediados de la década de 1970. Debido a la reacción negativa del público tras la publicación de la versión disco "Here Comes the Night", "'Good Timin'" se terminó rápidamente con doblajes vocales y se editó rápidamente como sencillo.

## Recepción
«Good Timin'» alcanzó el puesto número 40 en los Estados Unidos durante una estancia de diez semanas en Billboard Hot 100, y alcanzó el número 33 en la lista de ventas de Cash Box. Fue su primer sencillo en alcanzar el top 40 en casi tres años, el último había sido "It's OK" en octubre de 1976. También alcanzó el número 12 en la lista Billboard Adult Contemporary.